# Wytmarsum
Wytmarsum  é uma vila do norte dos Países Baixos. Está localizada no município de Súdwest-Fryslân, em Friesland. Witmarsum tinha uma população de cerca de 1.735 em Janeiro de 2017.
Na localidade nasceu Menno Simons, fundador dos Menonitas. Imigrantes menonitas fundaram no Brasil duas localidades em homenagem a vila holandesa de Wytmarsum: Witmarsum, e Colônia Witmarsum.